# VV Corvi
VV Corvi (VV Crv / HIP 61910) es un sistema estelar de magnitud aparente media +5,27 situado en la constelación de Corvus, el cuervo.
En primera instancia, VV Corvi puede ser resuelto en dos estrellas, HD 110317 y HD 110318, separadas 5,35 segundos de arco.
Cada una de ellas es, a su vez, una binaria espectroscópica.
HD 110317 (HR 4821 / SAO 157447), de magnitud +6,08, es una subgigante blanco-amarilla de tipo espectral F3IV. El período orbital de esta binaria es de 1,460 días y constituye una binaria eclipsante con una variación de brillo de 0,15 magnitudes. Las dos componentes son más masivas que el Sol, con masas respectivas de 1,46 y 1,29 masas solares.
HD 110318 (HR 4822 / SAO 157448), de magnitud +5,98, es también una subgigante de tipo F3IV. Su período orbital, de 44,414 días, es significativamente mayor que el de la otra binaria. Mientras que la masa de la primaria es un 29% mayor que la del Sol, la secundaria tiene una masa equivalente al 64% de la masa solar.
Ambas binarias —relativamente semejantes entre sí— completan una órbita alrededor del centro de masas común cada 4518,6 años.
El sistema tiene una metalicidad comparable a la del Sol ([Fe/H] = +0,06) y su edad se estima en 1200 millones de años. Se encuentra a 279 años luz del sistema solar.
El proyecto 2MASS permitió descubrir la presencia de una distante componente, BD-12 3675 (Ross 702), también asociada al sistema. De magnitud +10,5, visualmente está a casi un minuto de arco. Tiene una masa de 0,48 masas solares y su período orbital supera los 155.000 años.